# کنونزبرگ، کنتاکی
کنونزبرگ (به انگلیسی: Cannonsburg) یک منطقهٔ مسکونی در ایالات متحده آمریکا است که در شهرستان بوید، کنتاکی واقع شده‌است. کنونزبرگ ۸۵۶ نفر جمعیت دارد و ۱۸۴٫۴۱ متر بالاتر از سطح دریا واقع شده‌است.